# 11369 Brazelton
11369 Brazelton è un asteroide della fascia principale. Scoperto nel 1998, presenta un'orbita caratterizzata da un semiasse maggiore pari a 2,3178947 UA e da un'eccentricità di 0,1138533, inclinata di 3,39221° rispetto all'eclittica.